# I легион на Минерва
I легион на Минерва (Legio I Minervia) Pia Fidelis Domitiana e основан през 82 г. от римския император Домициан за похода му срещу хатите (лат. Chatti). Знакът на легиона e богинята Минерва.
I легион Минерва е стациониран първо в Бона и взема участие в походите в цялата империя.
През 89 г. потушава въстанието на узурпатора Сатурнин в провинция Горна Германия и получава името Pia Fidelis Domitiana. С командир по-късният император Адриан легионът участва в дакийските войни на император Траян. Знакът на легиона e изобразен на Траяновата колона. След завладяването на Дакия легионът се завръща обратно в Бона.
Legio I Minervia участва в големите походи. През 162–166 г. против партите с командир Луций Вер, 166–175 г. и 178–180 г. през Маркоманските войни и 173 г. против хавките в Галия Белгика с командир Марк Аврелий. През 198–211 г. e стациониран в Лугдунум.
По време на вътрешните римски конфликти през 2 и 3 век I легион Минерва помага на Септимий Север (193–211), Елагабал (218–222, почетна титла Antoniniana), Север Александър (222–235, Severiana Alexandriana) и императорите на Галската империя (260–274).
Около 353 г. Бона e разрушен от нахлулите франки и за легиона няма повече сведения.